# Супса (село)
Супса (груз. სუფსა) — село в Грузії.
За даними перепису населення 2014 року в селі проживає 273 особи.